# トマス・ベルッシ
- トマス・ベルッチ

トマス・コシアラリ・ベルッシ（Thomaz Cocchiarali Bellucci, 1987年12月30日 - ）は、ブラジル・サンパウロ州ティエテ出身の男子プロテニス選手。ATPランキング自己最高位はシングルス21位、ダブルス70位。これまでにATPツアーでシングルス4勝、ダブルス1勝を挙げている。身長188cm、体重80kg。左利き、バックハンド・ストロークは両手打ち。「ベルッチ」の表記揺れも多い。

## 選手経歴

### ジュニア時代
セールスマンの父イルデバンドと会社経営者の母マリア・レジーナの間に長男として生まれる(他に姉が一人いる)。

### 2004年 ジュニア世界15位
国際大会への出場は限定的で、ITFジュニアサーキットとグランドスラムジュニア部門にもジュニア最後の年の2004年シーズンだけ参戦しているが、同年のバナナボウルでのダブルスでベスト4の成績を収めるなどの活躍でジュニア世界ランキング15位を記録している。

### 2005年 プロ転向
2005年、18歳の時にプロ転向を果たして、ATPツアーを本格的に巡ることになる。

### 2007年 フューチャーズ初優勝
転向後暫くは下部大会での下積みが続いたベルッシであったが、2007年から下部ツアーで結果を残すようになり、チャレンジャーツアーで2準優勝2ベスト4、フューチャーズ大会で1優勝を挙げ、シングルスランクを前シーズン年間ランクの583位から年度末には199位まで急上昇させる。
この活躍から同年9月には19歳でデビスカップワールドグループプレーオフ、対オーストリア代表戦でブラジル代表に初選出。第一試合でユルゲン・メルツァーと対戦し、4-6, 4-6, 4-6のストレートで敗れている。

### 2008年 チャレンジャー初優勝
この年からツアーレベルに挑戦するようになり、シングルスでは2月のテルメクス杯予選を勝ち上がり、1回戦で当時世界ランク83位のヴェルナー・エシュアーを6-4, 6-4のストレートで下し、ツアーシングルス並びにトップ100選手から初勝利を挙げる活躍で、第4シードのフアン・イグナシオ・チェラとの2回戦まで進出。5月の全仏オープンでも予選を勝ち上がりグランドスラム大会初出場。1回戦で当時世界ランク2位、第2シードのラファエル・ナダルと対戦した。本戦からの出場となったウィンブルドン選手権では、1回戦でイーゴリ・クニツィンを7-6(5), 7-6(5), 3-6, 6-2のスコアで下しグランドスラムシングルス初勝利。2回戦ではライナー・シュットラーと対戦したが、3時間42分に及ぶ熱戦の末6-3, 3-6, 1-6, 7-6(5), 6-8のフルセットで敗れた。8月にはブラジル代表として北京オリンピック男子シングルスに出場したが、1回戦でスロバキアのドミニク・フルバティに6-2, 4-6, 2-6のフルセットで敗退している。
この年はツアー下部のチャレンジャー大会でも好成績を残し、4月から5月にかけての3大会連続優勝を含む、チャレンジャーツアーシングルス最多優勝タイの4大会優勝を記録、これらの活躍により年度末ランクも前シーズン終了時の199位から90位まで急上昇させ、以降ツアーレベルに定着するようになる。またこの年はダブルスでも好成績を残し、同国のマルコス・ダニエルと主催者推薦で出場した2月のブラジル・オープン1回戦で、第3シードのマルティン・ガルシア(アルゼンチン)&オリバー・マラチ(オーストリア)組を6-4, 6-2のストレートで破る活躍で第1シードのマルセロ・メロ/アンドレ・サとの準々決勝まで進出。チャレンジャーツアーでも1優勝3準優勝を記録した。

### 2009年 ツアー初優勝 トップ50入り
この年はベルッシにとって更なる飛躍のシーズンとなり、ノーシードで出場した2月のブラジル・オープン1回戦で、第8シードのポティート・スタラーチェを6-3, 6-4のストレートで破ると、その後も勝ち上がり自身初のツアー決勝進出を果たす。決勝では第2シード、当時世界ランク19位のトミー・ロブレドに3-6, 6-3, 4-6のフルセットで惜敗するも準優勝を果たした。5月からは前年のポイントを防衛できず一時的にトップ100から陥落したが、予選からの出場となった7月のアリアンツ・スイスオープン・グシュタードでは、2回戦で第1シードのスタニスラス・ワウリンカを6-4, 6-4のストレートで、準々決勝では第5シードのニコラス・キーファーを3-6, 1-0としたところでキーファーの途中棄権で、準決勝では第3シードのイーゴリ・アンドレエフを6-4, 7-5のストレートで次々とシード選手を下し、2度目の決勝に進出。決勝ではノーシードのアンドレアス・ベックを6-4, 7-6(2)のストレートで破り、ツアー初優勝を果たす。ブラジル選手のツアーシングルス優勝は2004年9月のデルレイビーチ国際テニス選手権で優勝したリカルド・メロ以来、約4年11ヶ月振りの快挙であった。
この年は10月のストックホルム・オープンでも1回戦で第7シードのアルベルト・モンタニェスを破る活躍でノーシードから準決勝まで進出、チャレンジャーツアーでも2優勝を挙げる活躍で、年度末ランクも36位と、1年でトップ40に躍進した。

### 2010年 ツアー2勝目 トップ25入り
全豪オープンは2回戦アンディ・ロディックに敗れたが、2月のチリ・オープンで決勝に進出しフアン・モナコを6–2, 0–6, 6–4で破りツアー2勝目を挙げる。第24シードに選ばれた全仏オープンでは3回戦で第14シードのイワン・リュビチッチに7-6(4), 6-2, 6-4で勝利し初めて4大大会の4回戦に進出した。4回戦では優勝したラファエル・ナダルに2-6, 5-7, 4-6で敗れた。2010年7月26日付けのランキングで自己最高の21位を記録した。

### 2011年 全米混合ダブルスベスト4
前年優勝のチリ・オープンでは準々決勝でファビオ・フォニーニに敗退した。ブラジル・オープンではベスト8、アビエルト・メキシコ・テルセルではベスト4に進出している。4月末からのマドリード・オープンでは4回戦で当時世界ランキング4位のアンディ・マリーを6-4, 6-2で、準々決勝で7位のトマーシュ・ベルディハを7-6(2), 6-3で破り初めてマスターズ1000でベスト4に進出した。準決勝は優勝したノバク・ジョコビッチに6-4, 4-6, 1-6の逆転で敗れた。

### 2012年 ツアー3勝目
地元のブラジル・オープンでベスト4に進出した。3月のBNPパリバ・オープンでは4回戦で優勝したロジャー・フェデラーに6-3, 3-6, 4-6の逆転で敗れた。7月のスイス・オープン・グシュタードでは、2年半ぶりにツアー決勝に進出しヤンコ・ティプサレビッチを6–7(8), 6–4, 6–2で破りツアー3勝目を挙げた。ロンドン五輪にも出場したが、シングルスでは1回戦でフランスのジョー＝ウィルフリード・ツォンガに7–6(5), 4–6, 4–6で、アンドレ・サと組んだダブルスでも1回戦でアメリカのブライアン兄弟に6–7(5), 7–6(5), 3-6で敗れた。9月のデビスカップ2012プレーオフではロシアを相手にシングルスで2勝を挙げブラジルの10年ぶりワールドグループ復帰に貢献した。

### 2013年 ツアーダブルス初優勝
シュトゥットガルト・オープンではファクンド・バグニスと組んでダブルスで初優勝を果たした。

### 2015年 ツアー4勝目
2015年5月、ジュネーヴ・オープンでATPツアー3年ぶりの優勝。

### 2016年 リオ五輪ベスト8
2016年は地元開催のリオ五輪のシングルスでは3回戦で第8シードのダビド・ゴファンを7-6(10), 6-4で勝利し、ベスト8に進出。準々決勝でラファエル・ナダルに6-2, 4-6, 2-6で敗れた。
ダブルスではアンドレ・サと組み、1回戦で第2シードのアンディ/ジェイミーのマリー兄弟に7-6(6), 7-6(14)で勝利した。2回戦でフォニーニ/セッピ組に敗れた。

### 2018年 出場停止処分
1月にドーピング違反となり、2017年9月から2018年1月末までの5ヶ月間資格停止処分を受けている。

### 2023年 引退
1月12日、リオ・オープンを最後に引退を発表した。

## ATPツアー決勝進出結果

### シングルス: 8回 (4勝4敗)
| 大会グレード                            |
| グランドスラム (0-0)                    |
| ATPワールドツアー・ファイナル (0-0)     |
| ATPワールドツアー・マスターズ1000 (0-0) |
| ATPワールドツアー・500シリーズ (0-0)    |
| ATPワールドツアー・250シリーズ (4-4)    |

| サーフェス別タイトル |
| ハード (0-1)         |
| クレー (4-3)         |
| 芝 (0-0)             |
| カーペット (0-0)     |

| サーフェス別タイトル |
| 屋外 (4-3)           |
| 室内 (0-1)           |

| 結果   | No. | 決勝日         | 大会               | サーフェス    | 対戦相手                           | スコア              |
| ------ | --- | -------------- | ------------------ | ------------- | ---------------------------------- | ------------------- |
| 準優勝 | 1.  | 2009年2月14日  | コスタ・ド・サイペ | クレー        | トミー・ロブレド                   | 3–6, 6–3, 4–6       |
| 優勝   | 1.  | 2009年8月2日   | グシュタード       | クレー        | アンドレアス・ベック               | 6–4, 7–6(7-2)       |
| 優勝   | 2.  | 2010年2月7日   | サンティアゴ       | クレー        | フアン・モナコ                     | 6–2, 0–6, 6–4       |
| 優勝   | 3.  | 2012年7月22日  | グシュタード       | クレー        | ヤンコ・ティプサレビッチ           | 6–7(8-10), 6–4, 6–2 |
| 準優勝 | 2.  | 2012年10月21日 | モスクワ           | ハード (室内) | アンドレアス・セッピ               | 6–3, 6–7(3–7), 3–6  |
| 優勝   | 4.  | 2015年5月23日  | ジュネーヴ         | クレー        | ジョアン・ソウザ                   | 7–6(7–4), 6–4       |
| 準優勝 | 3.  | 2016年2月7日   | キト               | クレー        | ビクトル・エストレーリャ・ブルゴス | 6–4, 6–7(5–7), 2–6  |
| 準優勝 | 4.  | 2017年4月16日  | ヒューストン       | クレー        | スティーブ・ジョンソン             | 4–6, 6–4, 6–7(5–7)  |

### ダブルス: 2回 (1勝1敗)
| 結果   | No. | 決勝日        | 大会               | サーフェス | パートナー           | 対戦相手                                        | スコア           |
| ------ | --- | ------------- | ------------------ | ---------- | -------------------- | ----------------------------------------------- | ---------------- |
| 優勝   | 1.  | 2013年6月14日 | シュトゥットガルト | クレー     | ファクンド・バグニス | トマシュ・ベドナレク マテウシュ・コヴァルチク   | 2–6, 6–4, [11–9] |
| 準優勝 | 1.  | 2016年2月6日  | キト               | クレー     | マルセロ・デモリネル | パブロ・カレーニョ・ブスタ ギリェルモ・ドゥラン | 5–7, 4–6         |

## 成績
略語の説明
| W | F | SF | QF | #R | RR | Q# | LQ | A | Z# | PO | G | S | B | NMS | P | NH |

W=優勝, F=準優勝, SF=ベスト4, QF=ベスト8, #R=#回戦敗退, RR=ラウンドロビン敗退, Q#=予選#回戦敗退, LQ=予選敗退, A=大会不参加, Z#=デビスカップ/BJKカップ地域ゾーン, PO=デビスカップ/BJKカッププレーオフ, G=オリンピック金メダル, S=オリンピック銀メダル, B=オリンピック銅メダル, NMS=マスターズシリーズから降格, P=開催延期, NH=開催なし.
| 大会           | 2007 | 2008 | 2009 | 2010 | 2011 | 2012 | 2013 | 2014 | 2015 | 2016 | 2017 | 2018 | 通算成績 |
| -------------- | ---- | ---- | ---- | ---- | ---- | ---- | ---- | ---- | ---- | ---- | ---- | ---- | -------- |
| 全豪オープン   | A    | A    | 1R   | 2R   | 2R   | 2R   | 1R   | 2R   | 1R   | 2R   | 1R   | A    | 5–9      |
| 全仏オープン   | A    | 1R   | 1R   | 4R   | 3R   | 1R   | A    | 2R   | 2R   | 1R   | 2R   | 1R   | 8–10     |
| ウィンブルドン | A    | 2R   | A    | 3R   | 1R   | 1R   | A    | Q1   | 1R   | 2R   | 1R   | A    | 4–7      |
| 全米オープン   | LQ   | 2R   | 2R   | 2R   | 1R   | 1R   | 1R   | 2R   | 3R   | 1R   | 1R   | A    | 6–10     |

### 大会最高成績
| 大会                 | 成績 | 年               |
| -------------------- | ---- | ---------------- |
| ATPファイナルズ      | A    | 出場なし         |
| インディアンウェルズ | 4R   | 2012             |
| マイアミ             | 4R   | 2010             |
| モンテカルロ         | 3R   | 2013             |
| マドリード           | SF   | 2011             |
| ローマ               | 3R   | 2010, 2015, 2016 |
| カナダ               | 2R   | 2011, 2015       |
| シンシナティ         | 2R   | 2010, 2015       |
| 上海                 | 2R   | 2009, 2010       |
| パリ                 | 2R   | 2010, 2015       |
| オリンピック         | QF   | 2016             |
| デビスカップ         | 1R   | 2013, 2015       |

## チャレンジャーツアー決勝進出結果

### シングルス: 14回 (9勝5敗)
| 大会グレード                  |
| ATPチャレンジャーツアー (9-5) |

| 結果   | No. | 決勝日         | 大会                 | サーフェス    | 対戦相手                               | スコア            |
| ------ | --- | -------------- | -------------------- | ------------- | -------------------------------------- | ----------------- |
| 準優勝 | 1.  | 2007年7月15日  | ボゴタ               | クレー        | カルロス・サラマンカ                   | 6–4, 3–6, 2–6     |
| 準優勝 | 2.  | 2007年7月22日  | クエンカ             | クレー        | レオナルド・マイエル                   | 3–6, 2–6          |
| 優勝   | 1.  | 2008年3月2日   | サンティアゴ         | クレー        | エドゥアルド・シュワンク               | 6–4, 7–6(3)       |
| 優勝   | 2.  | 2008年4月14日  | フロリアノーポリス   | クレー        | フランコ・フェレイロ                   | 4–6, 6–4, 6–2     |
| 優勝   | 3.  | 2008年5月4日   | チュニス             | クレー        | ドゥシャン・ベミッチ                   | 6–2, 6–4          |
| 優勝   | 4.  | 2008年5月11日  | ラバト               | クレー        | マルティン・バサージョ＝アルグエージョ | 6–2, 6–2          |
| 優勝   | 5.  | 2009年7月19日  | リミニ               | クレー        | フアン・パブロ・ブジェジツキ           | 3–6, 6–3, 6–1     |
| 優勝   | 6.  | 2009年11月1日  | サンパウロ           | クレー        | ニコラス・ラペンティ                   | 6–4, 6–4          |
| 準優勝 | 3.  | 2010年10月30日 | サンパウロ           | クレー        | マルコス・ダニエル                     | 1–6, 6–3, 3–6     |
| 優勝   | 7.  | 2012年7月7日   | ブラウンシュヴァイク | クレー        | トビアス・カムケ                       | 7–6(4), 6–3       |
| 優勝   | 8.  | 2013年11月3日  | モンテビデオ         | クレー        | ディエゴ・シュワルツマン               | 6–4, 6–4          |
| 準優勝 | 4.  | 2013年11月10日 | ボゴタ               | クレー        | ビクトル・エストレーリャ・ブルゴス     | 2–6, 0–3 途中棄権 |
| 準優勝 | 5.  | 2014年9月28日  | オルレアン           | ハード (室内) | セルジー・スタホフスキー               | 2–6, 5–7          |
| 優勝   | 9.  | 2016年7月10日  | ブラウンシュヴァイク | クレー        | イニゴ・セルバンテス                   | 6–1, 1–6, 6-3     |